# Diocèse de Locri-Gerace
Le diocèse de Locri-Gerace (en latin : Dioecesis Locrensis-Hieracensis) ; en italien : Diocesi di Locri-Gerace) est un diocèse de l'Église catholique en Italie, suffragant de l'archidiocèse de Reggio de Calabre-Bova et appartenant à la région ecclésiastique de Calabre.

## Territoire
Il est situé dans une partie de la ville métropolitaine de Reggio de Calabre, les autres parties de l'ancienne province de Reggio de Calabre étant partagées par l'archidiocèse de Reggio de Calabre-Bova et le diocèse d'Oppido Mamertina-Palmi. Son territoire a une superficie de 1 248 km2 divisé en 74 paroisses. L'évêché est à Locri où se trouve la cathédrale Santa Maria del Mastro. La cathédrale de l'assomption de Gerace est cocathédrale depuis que le siège épiscopal est transféré de Gerace à Locri.

## Histoire
L'histoire de la foi chrétienne dans le diocèse de Locri-Gerace commence dès les premiers siècles du christianisme. La notice historique  de la fin et du début du Moyen Âge concerne Locri, seul centre principal et siège de l'évêque, ne fait pas référence à son territoire. La présence du christianisme remonte au IVe siècle. L'épiscopat est probablement établi très tôt, bien qu'il ne soit documenté qu'à la fin du VIe siècle.
Les limites de la zone d'influence de Locri sont le fiumara Allaro au nord et celui de Melito au sud. Il comprend parfaitement ce qui va devenir le diocèse de Bova. Le premier évêque de Locri dont le nom est connu est Dolcino, nommé dans une lettre du pape Grégoire le Grand et dont on sait seulement qu'il est le prédécesseur immédiat de Marciano, élu en 597 et qui siège en 599. D'autres évêques documentés avant l'an mil prennent part à plusieurs conciles : Crescenzo au concile du Latran de 649, Stefano au concile de Rome de 680, Cristoforo au deuxième concile de Nicée de 787 et Giorgio au quatrième concile de Constantinople de 870.
À partir du VIe siècle, le sud de la Calabre est sous domination de l'empire byzantin ; à partir de ce moment, le rite byzantin est imposé dans le diocèse, lequel sera largement répandu sur tout le territoire jusqu'au XVe siècle. À partir de la première moitié du VIIIe siècle, l'empereur byzantin soustrait les diocèses des États de l'Italie méridionale du patriarcat de Rome pour les soumettre au patriarcat de Constantinople. Dans ce contexte, le diocèse de Locri est nommé suffragant de l'archidiocèse de Reggio comme en témoigne la Notitia Episcopatuum du patriarcat de Constantinople. 
Les listes épiscopales du concile de Nicée de 787 et de la Notitia du IXe siècle documentent le transfert du siège épiscopal à Santa Ciriaca, nom byzantin de Gerace, en raison de la décadence et de l'abandon de Locri, trop exposés aux dangers de la mer. Les évêques prennent initialement pris le nom d'évêques de Santa Ciriaca ; Selon les notitiae du Xe siècle, le diocèse prend le nom de Locri ou Locride, pour indiquer la région plutôt que la ville épiscopale. Gerace garde des traces de cette périodes comme les églises de San Giovannello et de la Nunziatella (de cette dernière seule l'abside est préservée, datant du Xe siècle. À cette époque, des ermites vivent dans les collines et les monastères sont présents partout sur le territoire. Au Xe siècle, le diocèse de Bova est fondé, privant Gerace d'une bonne partie de son territoire. Après 902, année de la conquête de Taormina, qui met fin à la conquête de la Sicile, les Arabes commencent la conquête de la Calabre. Gerace est conquise en 985 avec Bovalino.
Au cours des dernières années du IXe siècle et au début du Xe siècle, la Calabre accueille les chrétiens chassés de Sicile par les Arabes. C'est le début du développement du monachisme avec des moines comme saint Elie de Enna et saint Léon Luc de Corleone. La Calabre devient le pays des moines et des ermites par excellence au Xe siècle, une nouvelle Thébaïde dont la renommée s'étend à travers le monde byzantin, jusqu'à Constantinople et Jérusalem. La région donne des saints tels que  Élie le Spéléote (it), Nicodème de Mammola (it), Fantin le jeune (it), Nil de Rossano, ou Jean Thériste (it). Les moines de Calabre sont à la fois agriculteurs et copistes. Ainsi, dans de nombreux endroits, se forment autour des monastères des villages peuplés de paysans. Le monastère le plus important du diocèse était San Filippo d'Argirò à Gerace, tandis que le seul monastère féminin, également à Gerace, était celui de Santa Parasceve. À Bivongi se trouvait le monastère de saint Jean Thériste et Santa Maria di Monte Stella et Santa Maria della Cattolica à Stilo. Au sud, Santa Maria di Polsi (it) qui aura un grand destin au fil des siècles.
Dans la seconde moitié du XIe siècle, les Normands conquièrent progressivement la Calabre. Leur arrivée ne bouleverse pas la vie du diocèse de Gerace. Le rite byzantin est maintenu et les monastères grecs peuvent prospérer encore plus que par le passé. Cependant, avec les Normands, les bénédictins commencent à pénétrer dans les terres calabraises et fondent d'importantes abbayes sur tout le territoire (par exemple, Santa Maria della Matina (it) près de San Marco Argentano, Santa Maria di Corazzo près de l'actuelle Carlopoli, l'Abbaye Sainte-Trinité de Mileto) suivi des cisterciens et des augustins ; avec ces moines, le rite latin commence à se répandre en Calabre.
L’avènement des Normands est un moment d’éveil et de renaissance pour Gerace. Le premier évêque connu de l'ère normande est Leonzio Ier qui, en 1100, préside au début de la reconstruction du monastère de San Filippo d'Argirò. La chronologie des évêques du XIIe siècle est assez confuse et incertaine ; en effet, les documents contemporains mentionnent des prélats, qui sont toutefois principalement ignorés par l'un des textes fondamentaux pour la rédaction de la chronologie de Gerace, à savoir le Vitae episcoporum ecclesiae Hieraciensis d'Ottaviano Pasqua (XVIe siècle) qui présente une autre liste épiscopale. À la fin du XIIe siècle, les Souabes succèdent aux Normands (1194-1266) et, avec eux, le rite latin commencent à se répandre dans le diocèse. Au XIIIe siècle, les franciscains arrivent à Gerace, tandis qu’un couvent d’augustins est fondé à Castelvetere. Dans le troisième quart du XIIIe siècle, il semble que le diocèse se soit nettement rétabli avec des conditions de vie plus acceptables.
Les Angevins adoptent une politique anti-byzantine apportant une contribution décisive à la fin du monachisme grec dans le diocèse, qui est déjà en crise pour des raisons internes. Les avoirs des monastères sont dissipés par des abbés impies ou saisis par les seigneurs féodaux. La Collettorie pontificie indique la situation fiscale du diocèse de 1324 à 1328. Quant aux monastères, tous ceux du diocèse sont taxés, en 1324, pour un total de 3 onces et demi. Le chiffre total des revenus de la mense épiscopale s'élève à 198 florins par an et se situe dans une position médiane dans le classement des diocèses calabrais.
Le XIVe siècle est marqué par la présence de Barlaam le Calabrais (1342-1348), personnalité d’une grande importance culturelle et politique dans le monde byzantin, professeur de grec et de latin de Pétrarque et de Boccace, élu évêque de Gerace par le pape Clément VI. Le diocèse connaît cependant une période de crise lorsque l'évêque Nicola Mele (1366-1382) adhère à l'obédience d'Avignon et se range du côté de l'antipape Clément VII, motifs qui poussent le pape Urbain VI à le faire déposer et à l'emprisonner.
Au niveau de l'organisation diocésaine du XVe siècle, on trouve, à côté de l'évêque, le chapitre composé de sept dignitaires (doyen, chantre, archidiacre, protopape, trésorier, protonotaire, primicier) et bon nombre de simples chanoines. Un autre document fondamental pour l'histoire du christianisme dans cette région est un rapport qui, en 1457, est compilé par Athanase Calceofilo, à l'époque archimandrite de Santa Maria del Patire (it) à Rossano et futur évêque de Gerace. La situation générale dans tout le diocèse est acceptable mais il existe des situations particulièrement graves qui nous font comprendre la disparition du monachisme italo-grec. Au total, dans les monastères visités, il n'y a que 14 moines et 10 religieuses. Le seul monastère italo-grec qui survit jusqu'en 1783 sera San Biagio a Mammola. C'est l'évêque Athanasius Calceofilo lui-même qui met fin, le 29 mars 1480, au rite byzantin dans tout le diocèse et impose le rite latin ; Athanase démantèle et élimine définitivement l'iconostase de la cathédrale de Gerace. De 1472 à 1534, le diocèse est uni in persona episcopi au diocèse d'Oppido Mamertina.
Le concile de Trente oblige les évêques de Gerace à résider dans le diocèse après des décennies d'évêques commendataires qui ne mettent jamais les pieds dans le diocèse. Les évêques qui s'engagent sans grand résultat, à mettre en œuvre les directives tridentines, par la célébration de synodes diocésains et de visites pastorales. Le séminaire est fondé par Mgr Andrea Candido en 1565, mais ne commence à fonctionner régulièrement qu'en 1593.
L'âge des ténèbres pour l'église de Gerace est la période comprise entre 1622 et 1748 au cours de laquelle, des neuf évêques, quatre sont incriminés. Trois, accusés de crimes graves contre la morale renoncent à diriger le diocèse ; un autre est soupçonné d'être un meurtrier, mais siège pendant quarante ans. Deux évêques suivent, Cesare Rossi (1750-1755) et Pietro Domenico Scoppa (1756-1793) qui font de leur mieux pour faire revivre le prestige du diocèse, mais le terrible tremblement de terre de 1783 aggrave les conditions économiques et sociales du territoire, entraînant la destruction de nombreux édifices religieux.
Le XIXe siècle est marqué par de longues périodes de séjour vacant, dues d’abord à la révolution française (1806-1818), puis à la politique anticléricale du jeune gouvernement italien (1860-1872). Le 8 avril 1920, avec le bref Sanctuarium beatae Mariae, le sanctuaire de la Madonna di Polsi est honoré du titre d'abbatia nullius et ses recteurs ont le titre d'Abate nullius ; par la suite, le titre est attribué aux évêques de Gerace.
Le 22 février 1954, par la bulle Urgente Christi du pape Pie XII, la cathédrale et le siège épiscopal sont transférés de Gerace à Locri, l'ancienne cathédrale de Gerace reçoit le titre de cocathédrale et le diocèse prend le nom de diocèse de Gerace-Locri, qui conserve jusqu'au 30 septembre 1986, date à laquelle elle prend son nom actuel. En 1959, la paroisse de Casalinovo est séparée du diocèse de Gerace-Locri et annexée au diocèse de Bova. Le 18 novembre 1989, le Saint-Siège modifie le territoire du diocèse de Locri-Gerace, qui reçoit 15 nouvelles paroisses de l'archidiocèse de Catanzaro-Squillace et Locri-Gerace cède deux paroisses au même archidiocèse.